# Polotok Iveragh
Polotok Iveragh (Uíbh Ráthach) pomembno zaznamuje krožna turistična pot Ring of Kerry, ki je glavna privlačnost jugozahodne Irske v grofiji Kerry. Poleg slikovite poti, ki obkroža polotok, so ob njem še druge znamenitosti, kot so okolica Killarneyja, otok Valentia in Skelliška otoka (Veliki in Mali Skellig),  v notranjosti pa so McGillycuddy Reeks, najvišje gore v državi, pa Skellig Ring, ki se začne in konča v Killarneyju, vzhodno od polotoka.

## Geografija in zgodovina
Polotok ima skoraj vse, od prazgodovinskih do zgodnjih spomenikov, ki jih ponuja irska zgodovina. Izjemni so samostani, gradovi (okrog Killarneyja), sipine, sveti izviri, menhirji, ogamski kamni, klinaste grobnice in velike kamnite grobnice vrste eartercua. 
Mesto Killorglin je znano po tridnevnem festivalu Puck Fair (začetek 10. avgusta). Temelji na keltskih tradicijah, sodelujejo predvsem živali, vodi kronan kozel kot kralj. Ob dogodku so tudi krstili. Kozel je bil prvotno simbol za irsko boginjo. Njegov spomenik v vasi stoji na balvanu.

## Turizem
Obvoz iz Cahersiveena prek reke Valentia vodi do Steinfortsa, Duns Cahergalla in Leacanabuaila. Na zahodu sta otok Valentia in Beginiški otok. Majhen Cerkveni otok, na njem je samostan iz leta 750, je dostopen samo iz pristanišča v Cahersiveenu. Na otok Valentia se lahko pride s trajektom, ki pelje od Reenard Pointa do Knight's Towna, glavnega naselja na otoku, ali po cesti čez most pri Portmageeju. Otok je med Knight's Townom in svetilnikom Bray Head, dolg je približno 10 km in širok le 3 do 4 km. 
Stran od sicer močno obremenjene poti Ring of Kerry je pohodniški paradiž, celotno jugozahodno gričevje od glavnega mesta Ballinskellings s starim samostanom. Od tu organizirajo izlete na Veliki Skellig, ki je pomemben za opazovanje mormonov (ptiči) in za potapljanje. Po sredi polotoka vodi še ena pot, ki je zunaj utrjene poti. Začne se blizu Watervilla, teče čez Killeenleagh in se konča v Killarneyju, je lepa kolesarska pot brez prometa.
Geopark Kerry je skupnostna pobuda na polotoku, katere namen je spodbujati geoturizem na tem območju velikega geološkega pomena. Nekatere značilnosti so zaliv Kenmare (potopljena rečna dolina ali rias), znaki pretekle poledenitve in vulkanske dejavnosti ter 400 milijonov let stare fosilizirane sledi štirinožcev.
Cloghanecarhan, obroč stoječih kamnov z ogamskim kamnom, je državni spomenik, pa tudi Leacanabuaile, krožna trdnjava (caiseal).
Loher Cashel, kamnita krožna trdnjava (caiseal), je na zahodnem robu Iveraga.